# Eumecosoma carmina
Eumecosoma carmina là một loài ruồi trong họ Asilidae. Eumecosoma carmina được Kaletta miêu tả năm 1974. Loài này phân bố ở vùng Tân nhiệt đới.